# Gare de Paulhaguet
Gare de Paulhaguet – przystanek kolejowy w Paulhaguet, w departamencie Górna Loara, w regionie Owernia-Rodan-Alpy, we Francji.
Jest przystankiem kolejowym Société nationale des chemins de fer français (SNCF), obsługiwanym przez pociągi TER Auvergne.

## Położenie
Znajduje się na wysokości 521 m n.p.m., na km 507,009 linii Saint-Germain-des-Fossés – Nîmes, pomiędzy przystankami Brioude i Saint-Georges-d’Aurac.